# Biserica de lemn Intrarea în Biserică a Maicii Domnului din Cărpiniș, Gorj

Biserica de lemn „Intrarea în Biserică a Maicii Domnului” din Cărpiniș, comuna Crasna, județul Gorj, foto. septembrie 2011.

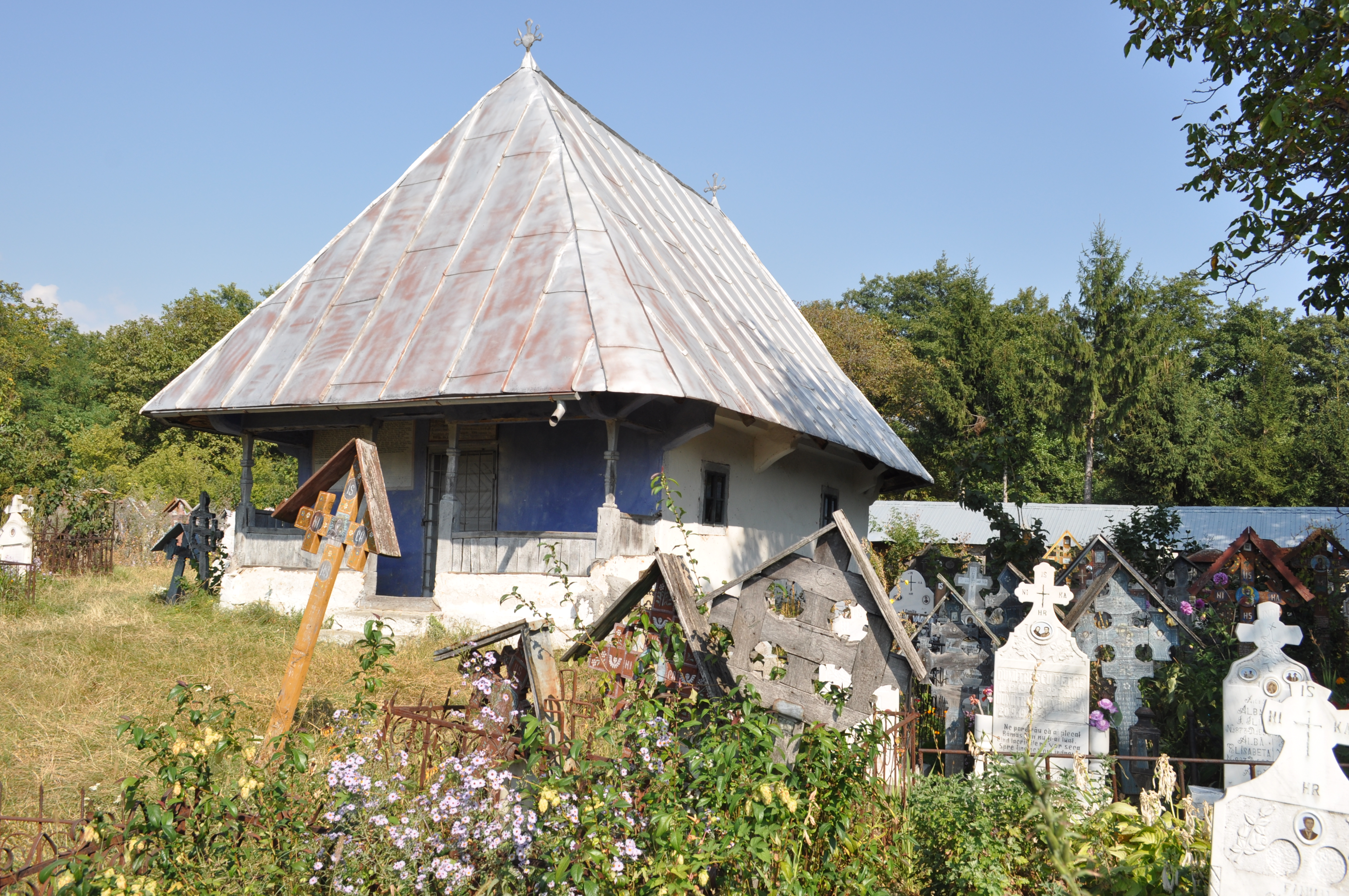
Biserica (sud-vest)

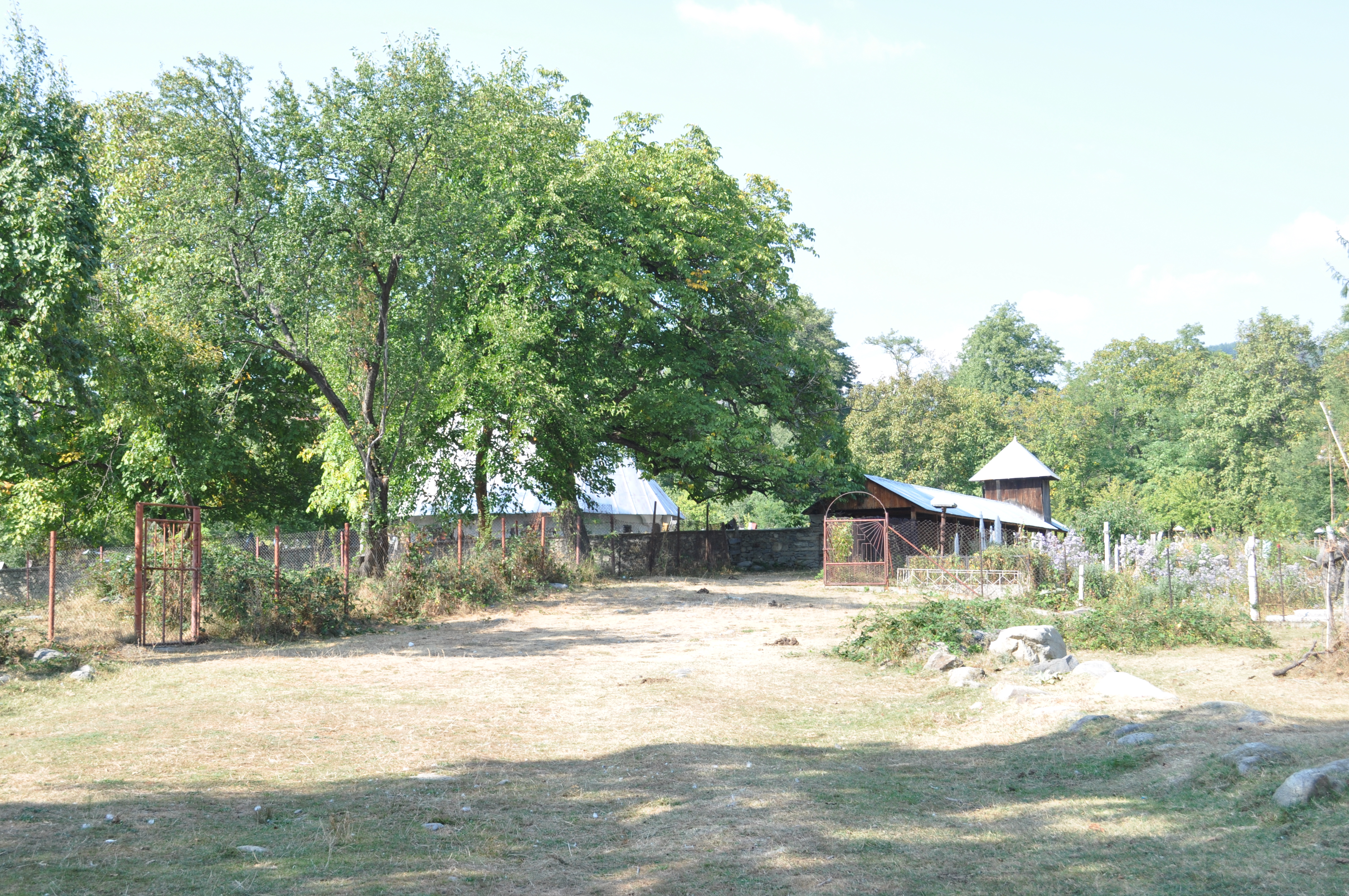
Biserica din depărtare

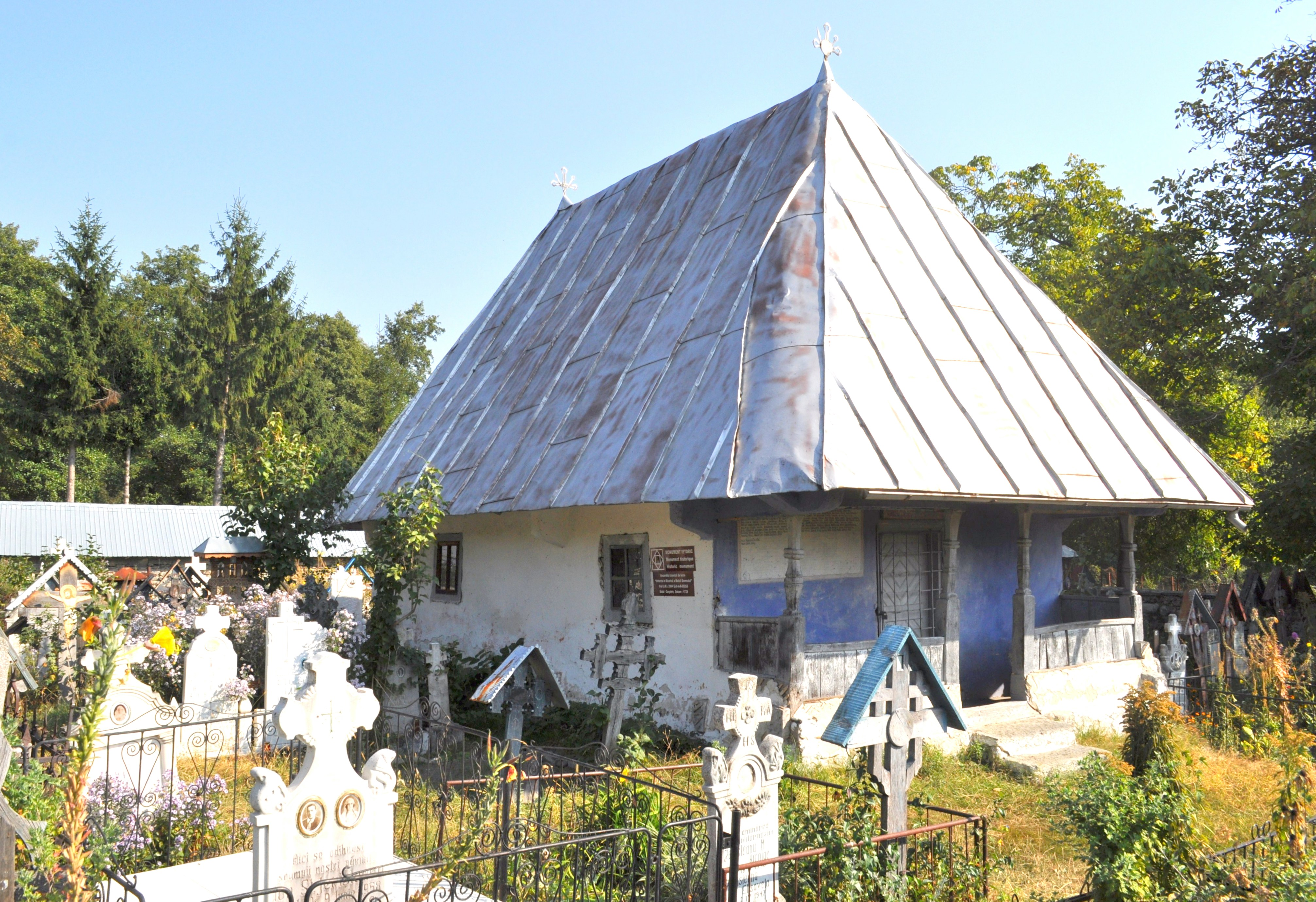
Biserica (nord-vest)

Pisania de la 1904

Prispa

Poarta de acces în cimitir şi clopotniţa

Biserica de lemn cu hramul „Intrarea în Biserică a Maicii Domnului” din Cărpiniș, comuna Crasna, județul Gorj, a fost construită în 1738. Biserica se află pe noua listă a monumentelor istorice sub codul LMI:  GJ-II-a-B-09268.

## Istoric și trăsături
Biserica se află, alături de doar câteva gospodării, pe valea Ghiei. A fost înălțată în anul 1738, ctitorii fiind megieșii: Ilie Ereu Vlăduțu, Ereu Dumitru Târnă, Dumitru cel Mic și Ursache; acel Ursache ar putea fi „căpitanul Ursache ot Plaiu Novaci” (consemnat pe tâmpla de la Crasna din Deal în 1796-1797). Deasupra ușii de intrare este un panou cu pisania de renovare a bisericii, de la 1904. Dedesubt este o pisanie mai veche, ștearsă (poate de la 1822), în care se distinge mențiunea ridicării bisericii „la anul 1738 de nou”, când a luat locul alteia mai vechi.
Planul este dreptunghiular, cu altarul decroșat în partea de jos a laturilor de nord și de sud, pentru obținerea, în console, a nișei proscomidiei și a diaconiconului. Are pereții tencuiți, inclusiv consolele, cărora li se mai distinge profilul crestăturilor. Tencuielile acoperă bârnele pereților și la interior, ca și o eventuală pictură murală. Nu are clopotniță peste acoperiș, pantele abrupte ale acestuia fiind acoperite acum cu tablă, păstrându-se dedesubt șindrila veche. Acoperirea interioară este formată dintr-o boltă semicilindrică în leagăn peste navă, în timp ce peste altar se află un semicilindru, tangent la traseul poligonal prin mijlocirea fâșiilor curbe. 
Prispa are stâlpii sculptați, bogat ornamentați, ca și fruntarele. 
Tâmpla bisericii cuprinde Răstignirea și moleniile, profeți în medalioane, apostolii cu Iisus Hristos, praznice. Foarte valoroase sunt icoanele împărătești: Sfântul Nicolae, cu Ioan și Maria în spatele tronului, Deisis, Maica Domnului Hodighitria cu tronul străjuit de arhangheli și icoana de hram (Intrarea Maicii Domnului în biserică), realizate în spirit brâncovenesc barocizat. Din același lot fac parte icoanele de pe pereții laterali ai naosului. Prin analogie, ele pot fi atribuite unui zugrav din echipa care a lucrat în 1753 la Baia de Fier și în anii 1756-1757 la Schitul Crasna.

## Imagini din exterior

Tablă de monument
Lemn sub tencuială
Stâlp la pridvor
Consolă
Biserica (sud-vest)
Pisania de la 1980
Lemn sub tencuială
Cruci în cimitir
Fereastră şi console la altar
Console
Fereastră
Biserica (sud-est)
Clopotul
Drumul spre biserică
Împrejurimi